# Olivier Gendebien
Olivier Gendebien, född 12 januari 1924 i Bryssel, död 2 oktober 1998 i Tarascon i Frankrike, var en belgisk racerförare och motståndsman.

## Biografi
Gendebien växte upp i en välbeställd familj och studerade till ingenjör. När andra världskriget bröt ut enrollerade han sig i den belgiska motståndsrörelsen och fungerade som förbindelseman till brittiska agenter som hoppat fallskärm över Belgien. Gendebien deltog senare under kriget även i en belgisk fallskärmsenhet inom den brittiska armén.
Några år efter kriget påbörjade Gendebien en rallykarriär, och framgångar i några lopp ledde till ett erbjudande från Enzo Ferrari att köra sportvagnsracing och enstaka formel 1-lopp. Gendebien blev kvar i Ferrari-stallet under hela sin förarkarriär, även om han enstaka gånger körde för andra stall eller tillverkare. Ett av Gendebiens kännetecken var att i långdistanslopp aldrig köra det sista passet, eftersom han ville komma utvilad och välklädd till segerbanketten.
Förutom två pallplatser i formel 1-VM, tre segrar i Targa Florio och lika många i Sebring 12-timmars är Gendebiens största meriter fyra segrar i Le Mans 24-timmars. Han vann med Paul Frère 1960 och med Phil Hill 1958, 1961 och 1962. Efter den sista segern slutade Gendebien att tävla. Han bestämde sig under nattimmarnas körning sedan han med nöd och näppe undgått att med hög fart köra in i en bil från ett privatstall som precis snurrat.
Efter racingkarriären ägnade sig Gendebien åt affärsverksamhet i olika former.

## F1-karriär
| Säsong | Stall/Tillverkare                                  | Poäng | Placering |
| ------ | -------------------------------------------------- | ----- | --------- |
| 1956   | Ferrari                                            | 2     | 19        |
| 1958   | Ferrari                                            | 0     | –         |
| 1959   | Ferrari                                            | 3     | 15        |
| 1960   | Reg Parnell (Cooper-Climax)                        | 10    | 6         |
| 1961   | ENB (Emeryson-Maserati) Ferrari BRP (Lotus-Climax) | 3     | 13        |

| 1. Frankrike 1960 | 1. Belgien 1960 |